# Schneefernerhaus
Das Schneefernerhaus ist ein ehemaliges Hotel in den Alpen, das seit 1999 als Umweltforschungsstation genutzt wird. Es liegt direkt unterhalb des Gipfels der Zugspitze in einer Höhe von 2656 m ü. NHN.
Es wurde am 20. Januar 1931 eröffnet und beherbergte den Bergbahnhof der Bayerischen Zugspitzbahn sowie ein Touristenhotel, das damit warb, das höchstgelegene Hotel Deutschlands zu sein. Der Zugspitzgipfel wurde mit einer Seilbahn vom Schneefernerhaus aus erreicht. 1938 wurde ein Fußgängerstollen zwischen der Kammstation der Tiroler Zugspitzbahn und dem Schneefernerhaus eröffnet. Von 1945 bis 1952 war das Hotel als Recreation Facility von der US-Armee beschlagnahmt.
Am 15. Mai 1965 forderte eine Lawine, die über die Sonnenterrassen des Hotels und die Liftanlagen am Zugspitzplatt hinwegging, 10 Tote und 21 Verletzte. Dieses Ereignis gab den Anstoß zur Einführung eines staatlichen Lawinenwarndienstes und lokaler Lawinenkommissionen.
Nachdem 1988 der neue Bahnhof der Zugspitzbahn auf dem Platt eröffnet und 1989 dort das Restaurant SonnAlpin ausgebaut worden war, wurde schließlich am 14. Januar 1992 der Hotel- und Restaurantbetrieb im Schneefernerhaus beendet. Die noch vorhandenen Gleisanlagen der Zugspitzbahn dienen noch den betrieblichen Zwecken der Forschungsstation für Materialtransporte und Personensonderzüge.
Die Umweltforschungsstation Schneefernerhaus ist seit 1999 die höchstgelegene Forschungsstation Deutschlands. Derzeit betreiben dort elf deutsche Forschungseinrichtungen permanente Studien und bilden mit dem Freistaat Bayern die Konsortialpartner der Station. Seit 2007 ist die Betriebsgesellschaft UFS GmbH für die Station verantwortlich. Die Geschäftsstelle der BG UFS GmbH ist beim Geschäftsbesorger bifa Umweltinstitut, Augsburg, eingerichtet, in der seit 1. Januar 2007 alle zentralen Organisations- und Verwaltungsaufgaben der Betriebsgesellschaft gebündelt werden.

## Allgemeines
Die Umweltforschungsstation Schneefernerhaus (UFS) ist seit 1999 auf 2656 m ü. NHN (unterhalb des Zugspitzgipfels) die höchstgelegene Umweltforschungsstation Deutschlands. Wissenschaftler vieler verschiedener Einrichtungen führen hier kontinuierliche Messungen durch oder arbeiten an Forschungsprojekten. Das Schneefernerhaus ist aber nicht nur ein Zentrum für Höhen- und Klimaforschung sowie ein Observatorium, sondern auch ein Kommunikations- und Tagungszentrum für Lehre, Bildung und Nachhaltigkeitsstrategien.
Auf Initiative des Bayerischen Staatsministeriums für Umwelt und Gesundheit haben am 16. Juli 2007 der Freistaat Bayern und das Deutsche Zentrum für Luft- und Raumfahrt (DLR), das Karlsruhe Institute of Technology (KIT), das Helmholtz Zentrum München (HMGU) sowie die Bundesrepublik Deutschland, vertreten durch die Bundesbehörden Deutscher Wetterdienst (DWD) und Umweltbundesamt (UBA), einen Konsortialvertrag unterzeichnet. Diesem Konsortialvertrag sind am 12. Oktober 2007 die Universitäten TU München (TUM) und LMU München (LMU), am 10. September 2008 die Universität Augsburg (UAU) sowie am 23. September 2009 die Max-Planck-Gesellschaft (MPG) beigetreten.

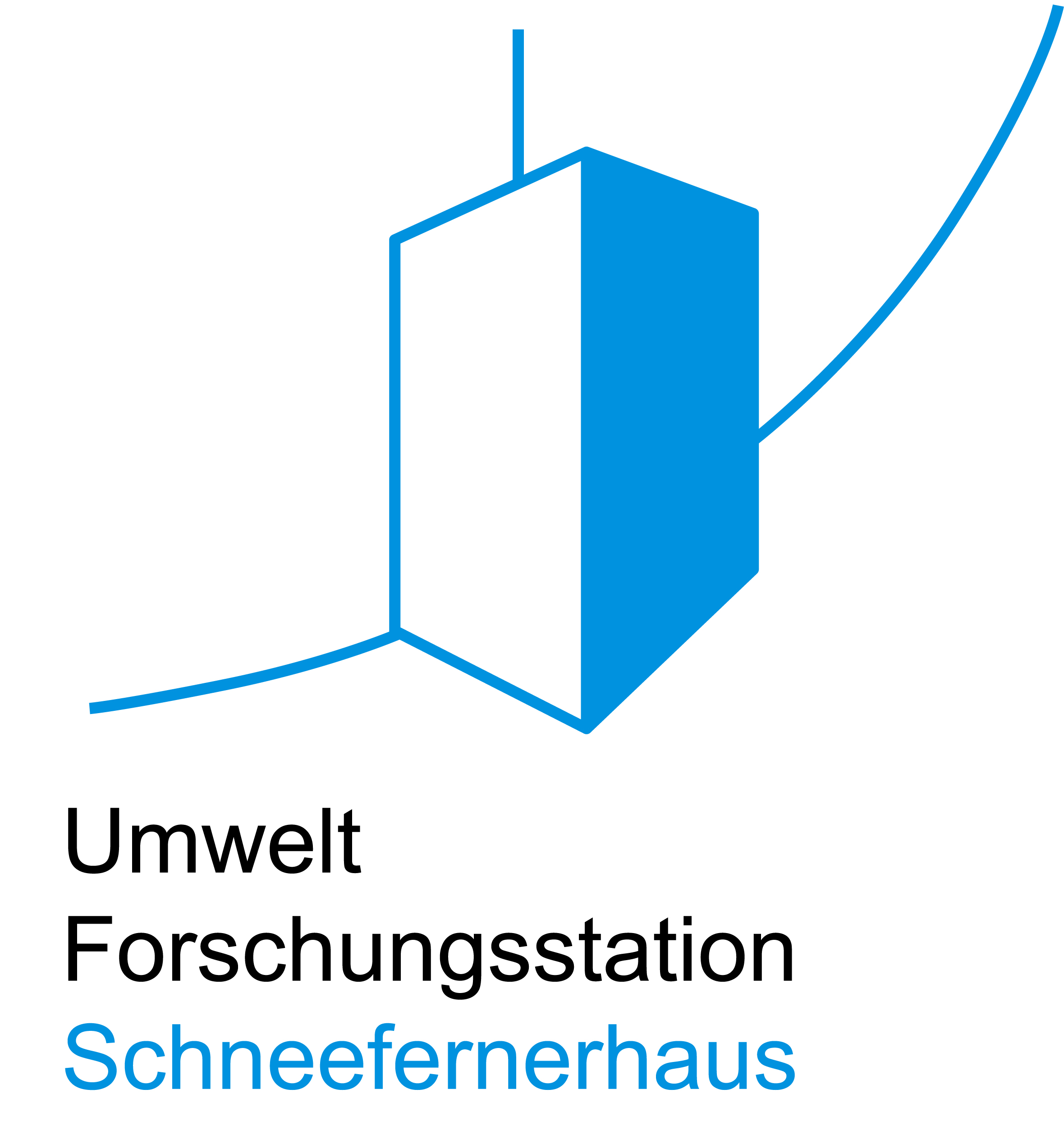
Logo Umweltforschungsstation Schneefernerhaus (UFS)

Der Konsortialvertrag hat das wissenschaftliche Ziel, in der Umweltforschungsstation Schneefernerhaus ein Virtuelles Institut zu etablieren und dieses zu einem international vernetzten Kompetenzzentrum für Höhen- und Klimaforschung insbesondere zur Entwicklung, Demonstration und zum Betrieb innovativer Technologien für Klima- und Atmosphärenbeobachtung, Satellitendatenvalidierung, Höhenmedizin und Früherkennung von Naturgefahren fortzuentwickeln. Als Gremien wurde ein Konsortialrat sowie ein Science Team eingerichtet und mit international renommierten Wissenschaftlern besetzt. Während das Science Team die Gewährleistung der wissenschaftlichen Qualität des Virtuellen Instituts sicherstellt, befasst sich der Konsortialrat mit Grundsatzangelegenheiten des Konsortiums. Im Konsortialrat sind alle Konsortialpartner durch ihre jeweiligen Präsidenten vertreten.

## Gebäude und Logistik

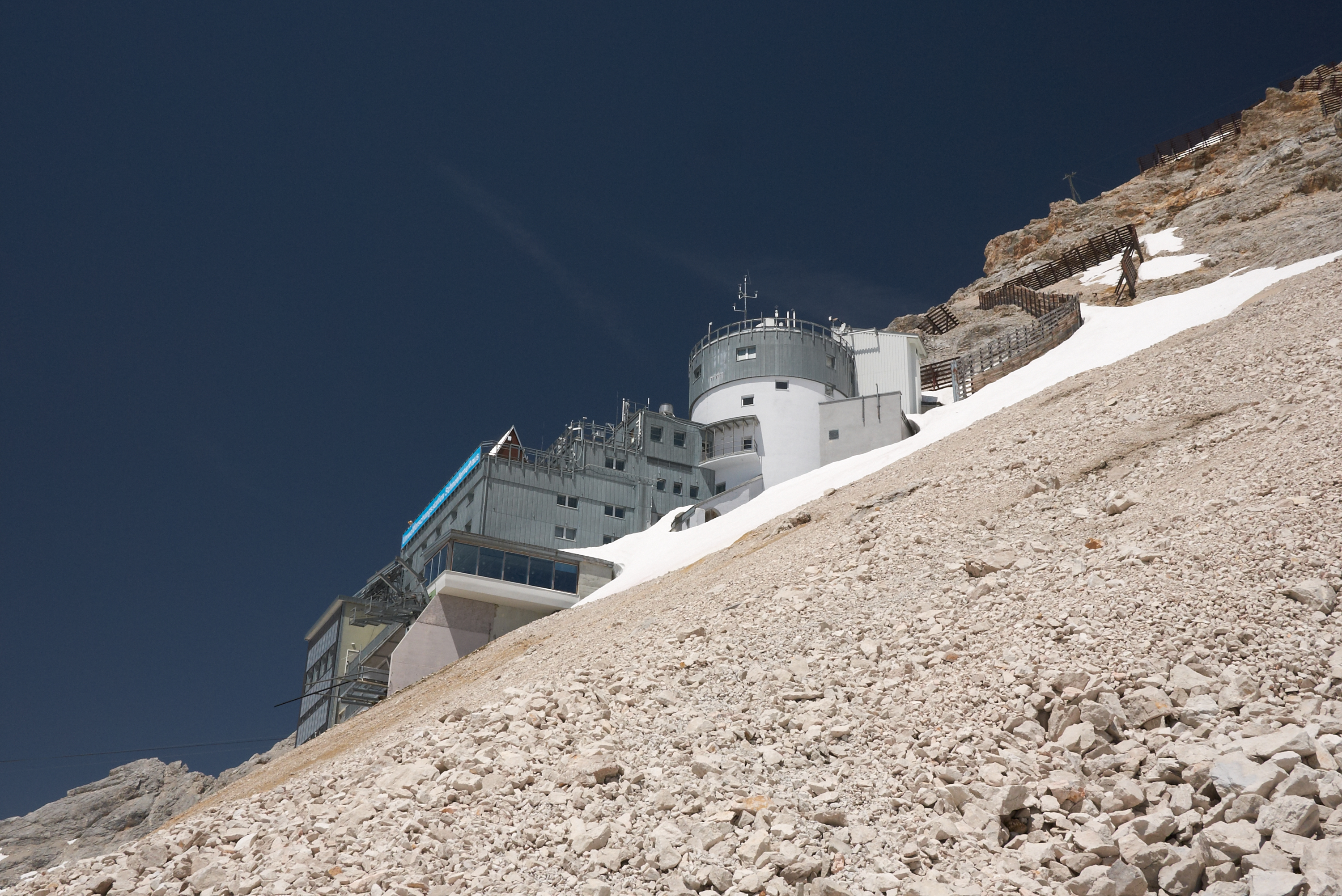
Schneefernerhaus (2012)

Die Umweltforschungsstation ist ein zwölfstöckiges Gebäude mit einer großen Dachterrasse und mehreren kleinen Terrassen.
Auf den Terrassen befinden sich in erster Linie die Messgeräte und Forschungsinstrumente der Wissenschaftler. In dem Gebäude, mit insgesamt über 5000 m², sind neben den Büros der BG UFS GmbH und der dauerhaft vertretenen Forscher, Laborräume, Schulungs- und Konferenzräume sowie Lagerräume und Werkstätten zu finden. Außerdem stehen Zimmer für bis zu 51 Übernachtungsgäste zur Verfügung. Davon fünf Doppelzimmer und zehn Zimmer für drei bis sechs Personen. Vier Konferenzräume für 16 bis maximal 80 Personen machen die Umweltforschungsstation zu einem Veranstaltungsort für Tagungen und Kongresse.
Die Station ist auf vier verschiedenen Wegen zu erreichen: Der übliche Weg ist die Forschungsseilbahn vom Zugspitzplatt aus. Die Seilbahn wird von der BG UFS GmbH selbst betrieben und kann je nach Bedarf bis zu acht Personen transportieren. Die Fahrzeit vom Zugspitzplatt aus beträgt circa drei Minuten.
Für schwere Lasten und größere Besuchergruppen kann die Zahnradbahn der Bayerischen Zugspitzbahn angefragt werden, die direkt von Garmisch-Partenkirchen aus in ca. 90 min zur Station fährt.

Es gibt außerdem die Möglichkeit, ab dem Zugspitzplatt zu Fuß zum Schneefernerhaus zu kommen. Hierbei müssen nur knapp 100 Höhenmeter überwunden werden. Zu beachten ist jedoch, dass es sich um ein anspruchsvolles alpines Gelände ohne befestigte Wege handelt.

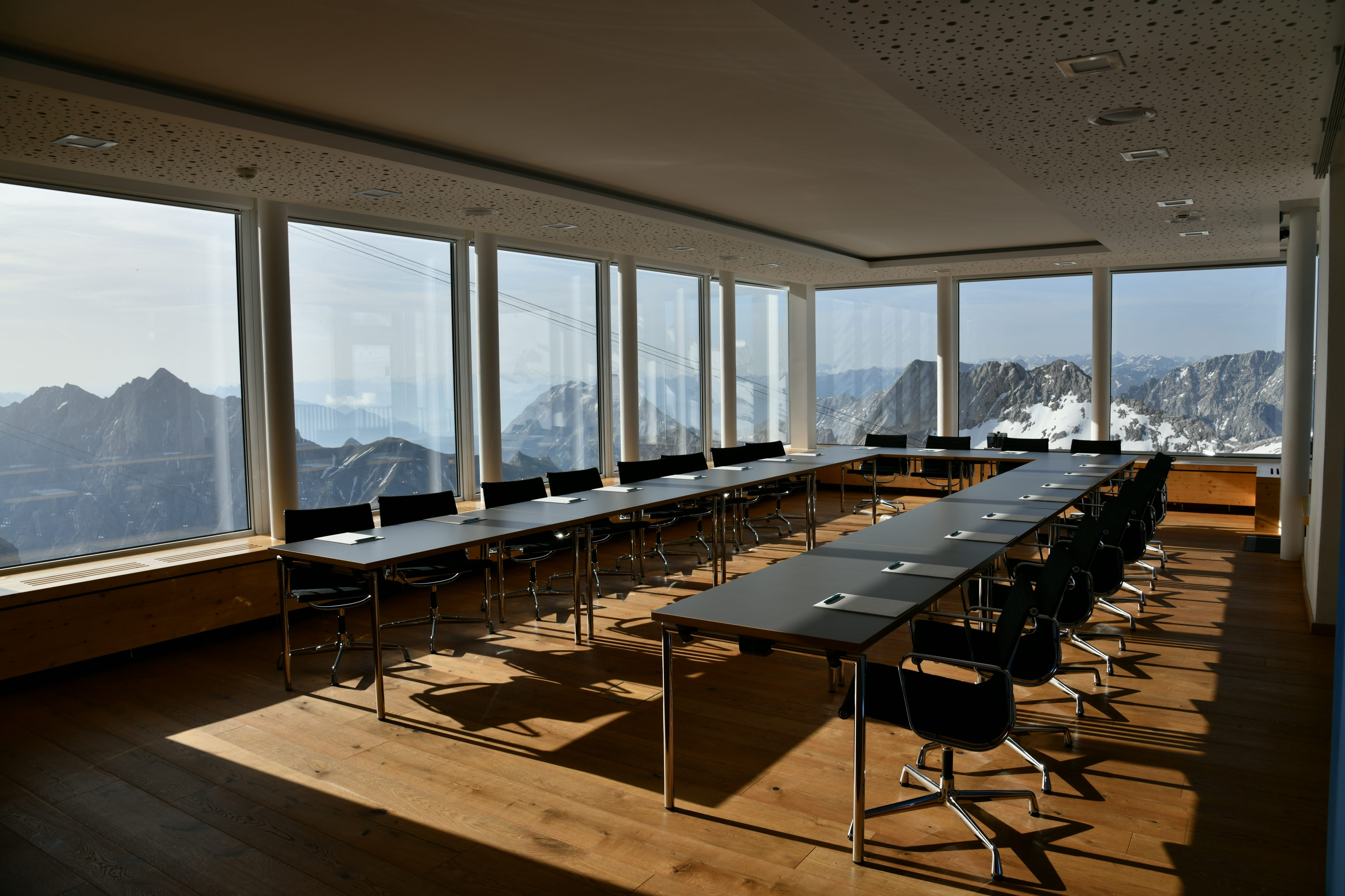
Tagungsraum 'Gletscherstube' der Umweltforschungsstation Schneefernerhaus

Geübte Bergsteiger können die Umweltstation auch über mehrere Touren vom Tal aus erreichen. Für den Aufstieg müssen je nach Route und eigener Fitness bis zu zehn Stunden einkalkuliert werden.

## Forschung
Derzeit betreiben im Schneefernerhaus neun renommierte Forschungseinrichtungen permanente Studien und bilden mit dem Freistaat Bayern die Konsortialpartner der Station. Sie nutzen das zwölfstöckige Gebäude und die Terrassenflächen zur Messung verschiedener Parameter die zur Beantwortung hochakuter und innovativer Forschungsfragen dienen. Interdisziplinär forschen sie schwerpunktmäßig an Themen zum System Atmosphäre, Biosphäre, Hydro- und Kryosphäre und Gesundheit.

### Virtuelles Institut Schneefernerhaus

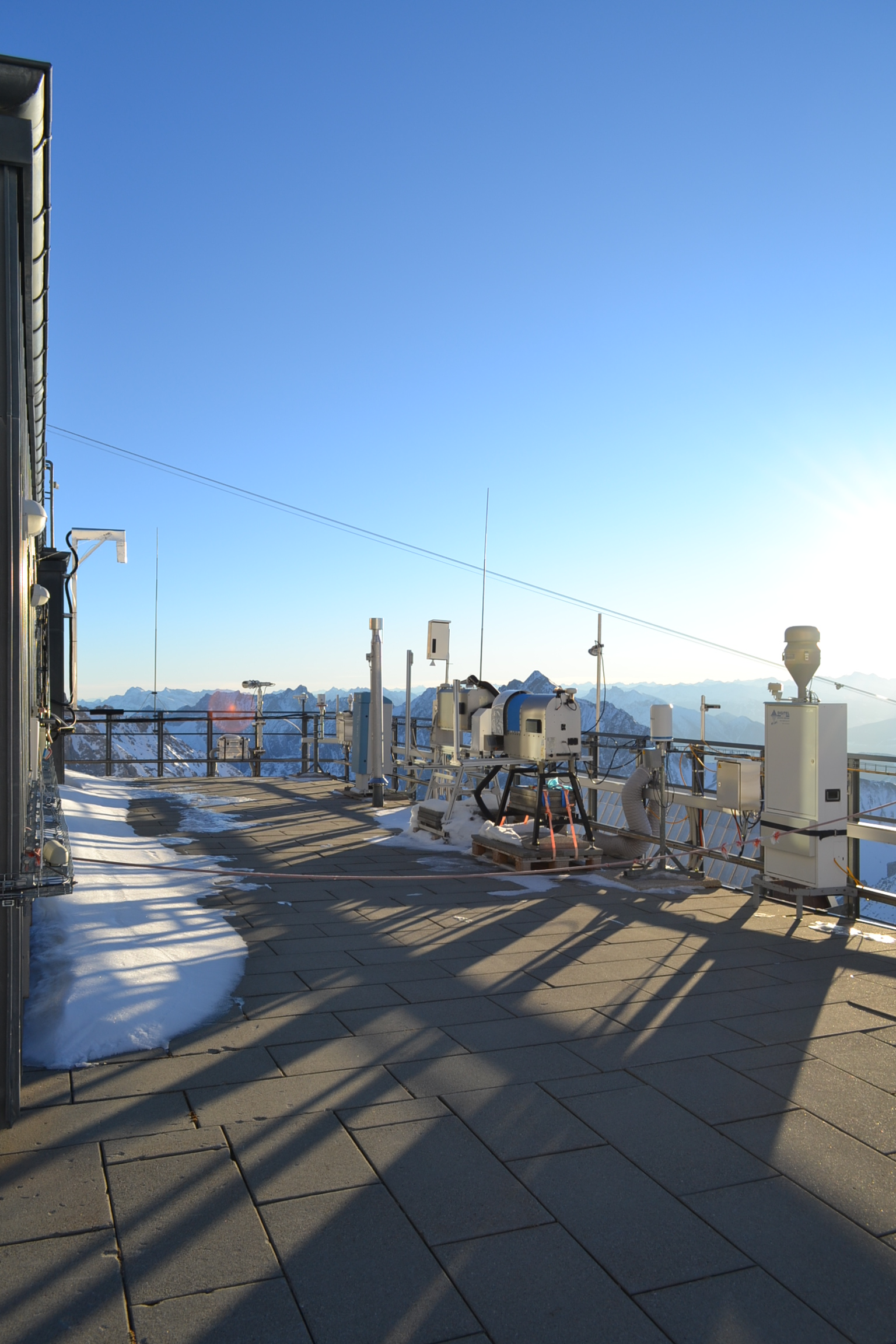
Terrasse mit Messinstrumenten

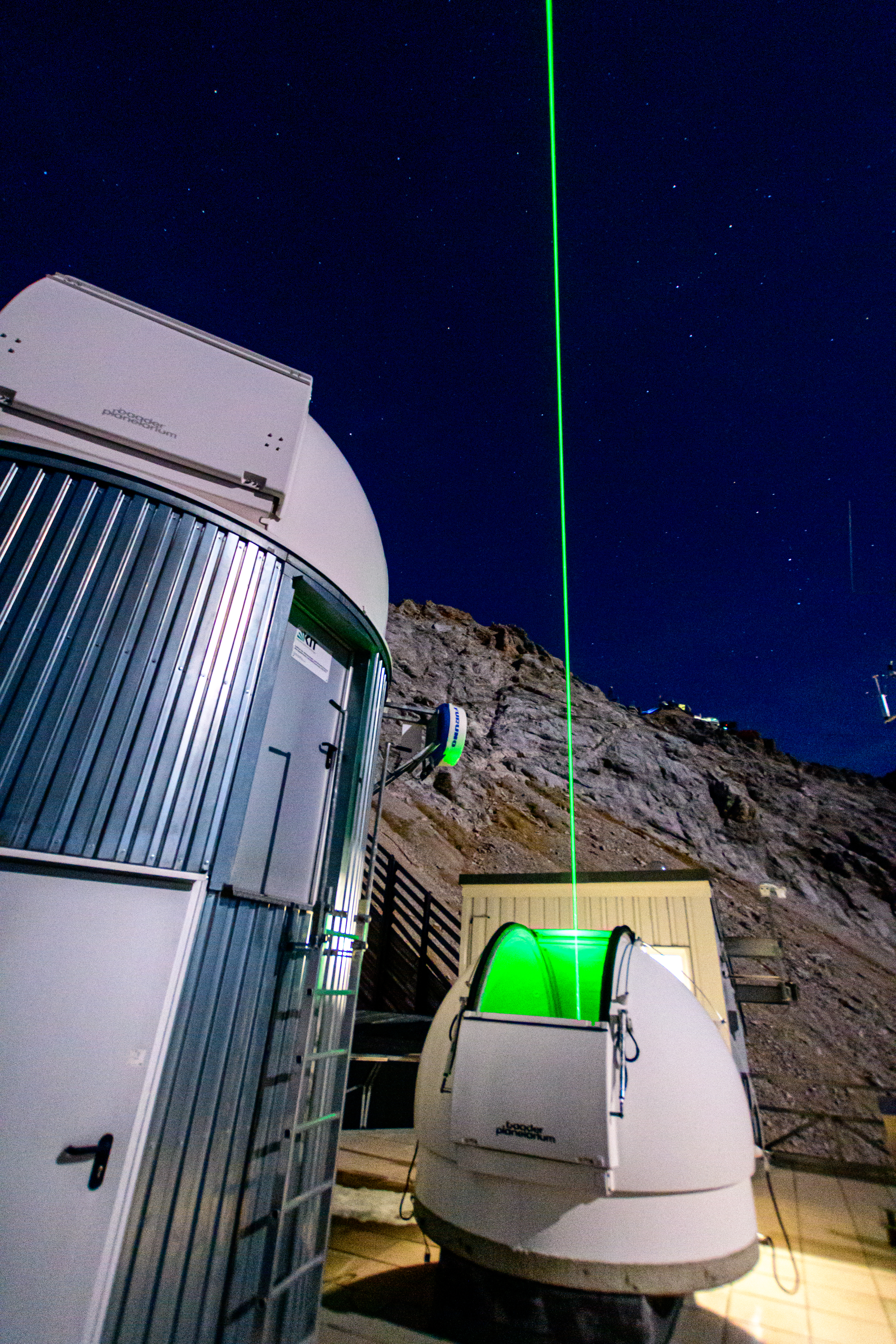
LIDAR auf einer Messterasse der UFS

Auf der Umweltforschungsstation wird unter der Federführung des Bayerischen Staatsministeriums für Umwelt und Verbraucherschutz das Virtuelle Institut UFS geführt, dem weitere neun Organisationen angehören:
- Deutscher Wetterdienst
- Deutsches Zentrum für Luft- und Raumfahrt
- Helmholtz-Zentrum München
- Karlsruher Institut für Technologie
- Ludwig-Maximilians-Universität München
- Max-Planck-Gesellschaft
- Technische Universität München
- Umweltbundesamt
- Universität Augsburg

Der Freistaat Bayern sowie weitere neun Einrichtungen bilden gemeinsam die Konsortialpartner der BG UFS GmbH. Die Forschungseinrichtungen haben bei der BG UFS GmbH Räumlichkeiten für Labore und Terrassenflächen für ihre Instrumente gemietet. Sie können dauerhaft ihre Forschung mit der Hilfe der BG UFS GmbH auf der Station betreiben.
Vertreter dieser zehn Organisationen bilden das genannte Science Team (s. o.), das für die Koordination der acht Forschungsschwerpunkte
1. Satellitenbeobachtung und Früherkennung
2. Regionales Klima und Atmosphäre
3. Kosmische Strahlung und Radioaktivität
4. Hydrologie
5. Umwelt- und Höhenmedizin
6. GAW (Global Atmosphere Watch)
7. Biosphäre und Geosphäre
8. Wolkendynamik

und der daran beteiligten Institutionen und Wissenschaftler zuständig ist. Das Science Team trifft sich zweimal jährlich, um sich gegenseitig über die laufende und geplante Forschung auszutauschen. Einmal pro Jahr berichtet der wissenschaftliche Koordinator des Science Teams an den Konsortialrat.
Zusätzlich zu den neun dauerhaft vertretenen Forschungseinrichtungen haben weitere Institute die Möglichkeit, sich für unterschiedlich lange Zeiträume bei der BG UFS GmbH einzumieten.

### Virtuelles Alpenobservatorium (VAO)
Die Messdaten der Höhenforschungsstationen im Alpenraum zur Atmosphärenforschung oder zum alpinen Wasserhaushalt werden über Rechenzentren wie dem WDC-RSAT in Oberpfaffenhofen und dem Leibniz-Rechenzentrum in Garching vernetzt. Zum Netz gehören Forschungseinrichtungen wie das Meteorologische Observatorium Hohenpeißenberg, Eurac Research (Südtirol), Otlica (Slowenien), das Observatorium Sonnblick (Österreich), die Hochalpinen Forschungsstationen Jungfraujoch und Gornergrat (Schweiz), das Alomar Observatory (Norwegen) und das Observatoire des Sciences de l’Univers de Grenoble (OSUG) in Frankreich sowie das Vallot Observatory auf dem Mont Blanc. Assoziiert ist das Astrophysical Observatory in Abastumani in Georgien.

## Geschichte

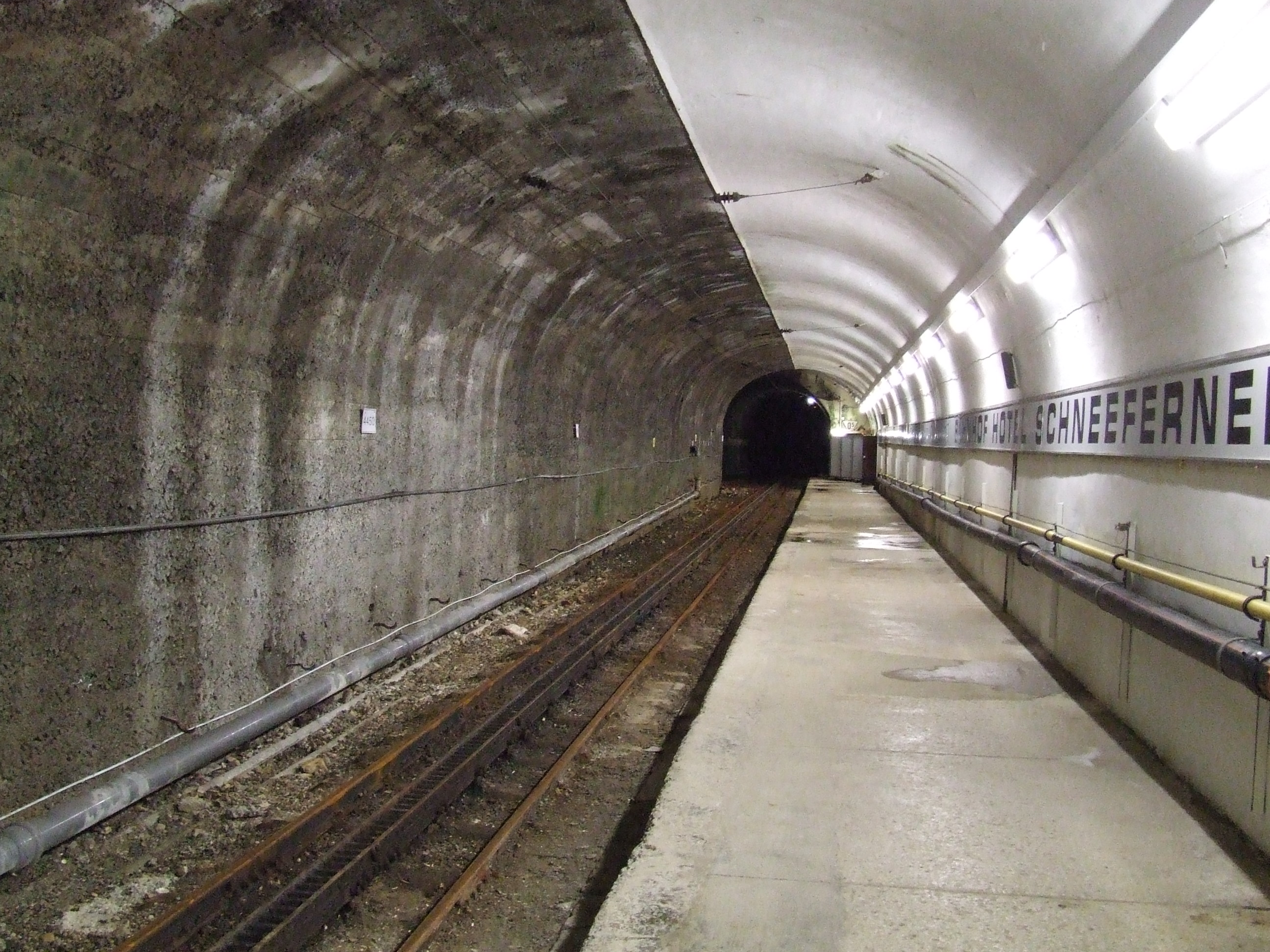
Bahnhof Schneefernerhaus

Nach dem Durchschlag des Tunnels der Zahnradbahn und dessen Fertigstellung (Vorstreckung der Gleise und Fahrleitungen) am 20. Juni 1930 war es möglich, fortan größere Mengen von Baustoffen und schweren Stücken hinauf zu befördern. Nach Aufstellung von Baracken für die Bauarbeiter begannen die Sprengarbeiten auf dem Platt. Nach Beendigung dieser und weiterer Vorarbeiten sollte möglichst bald der Personenverkehr aufgenommen werden. Vom Tag der ersten Baustoffbeförderung bis zur Eröffnung der Bahn blieb nur eine kurze Zeitspanne. Als erste Ausbaustufe wurde ein Holzbau einschließlich Beleuchtung, Heizung, Wasserversorgung und Abwasserklärung errichtet. So konnte bereits den ersten Gästen Unterkunft und Verpflegung (zuerst noch ohne Übernachtung) geboten werden. Dieser Holzbau, der in allen Plänen als „Provisorisches Touristenheim“ benannt wird, wurde vom 26. Mai bis 8. Juli 1930 von der Firma Christoph & Unmack AG aus Niesky / Oberlausitz gebaut. Das Unternehmen war damals eine der größten und führenden Spezialfabriken für Holzbauten aller Art. Mit der Eröffnung der Zahnradbahn am 8. Juli 1930 ist der in 39 Tagen errichtete Bau in Betrieb gegangen.
Erst nach der Betriebseröffnung wurde mit dem Bau des eigentlichen Schneefernerhauses begonnen. Ein Teil des aus dem Fels herausgesprengten Bauplatzes musste noch für Baustofflagerung und Arbeitsmaschinen freigehalten werden. An dem Berghang, der etwa 45° und teilweise noch steiler ist, konnte kein weiterer Arbeitsraum als der durch die Sprengung entstandene Bauplatz gefunden werden. Zu Weihnachten 1930 wurde das jetzige Schneefernerhaus als zweite Ausbaustufe fertiggestellt.
Bei Bedarf sollte der Rest des Hotelbaus als dritter Bauteil ausgeführt werden. Geplant war, den darüber befindlichen Holzbau für einfache Touristenzimmer zu nutzen. An seine Stelle hätte in der vierten Ausbaustufe der letzte Teil des geplanten Hotels treten können. Der Holzbau wurde jedoch nach dem verheerenden Lawinenunglück von 1965 abgerissen, sodass es damals zu keiner Erweiterung kam.

### Seilbahnen rund ums Schneefernerhaus

#### Die Gipfelbahn

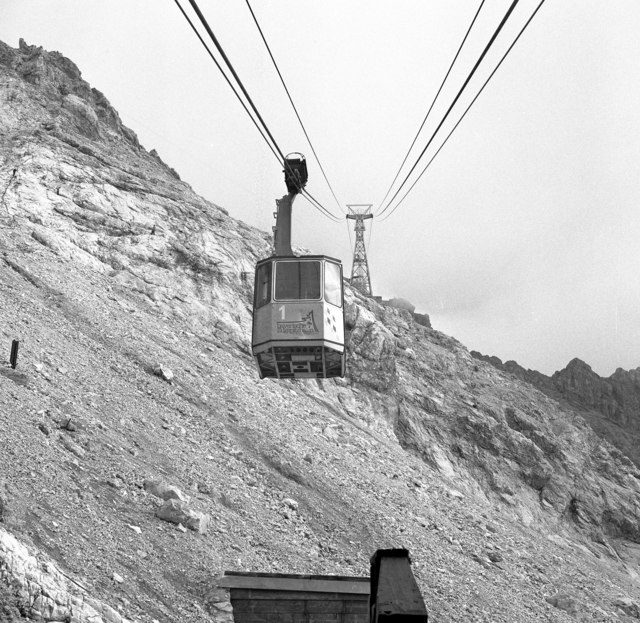
Gipfelbahn (1982)

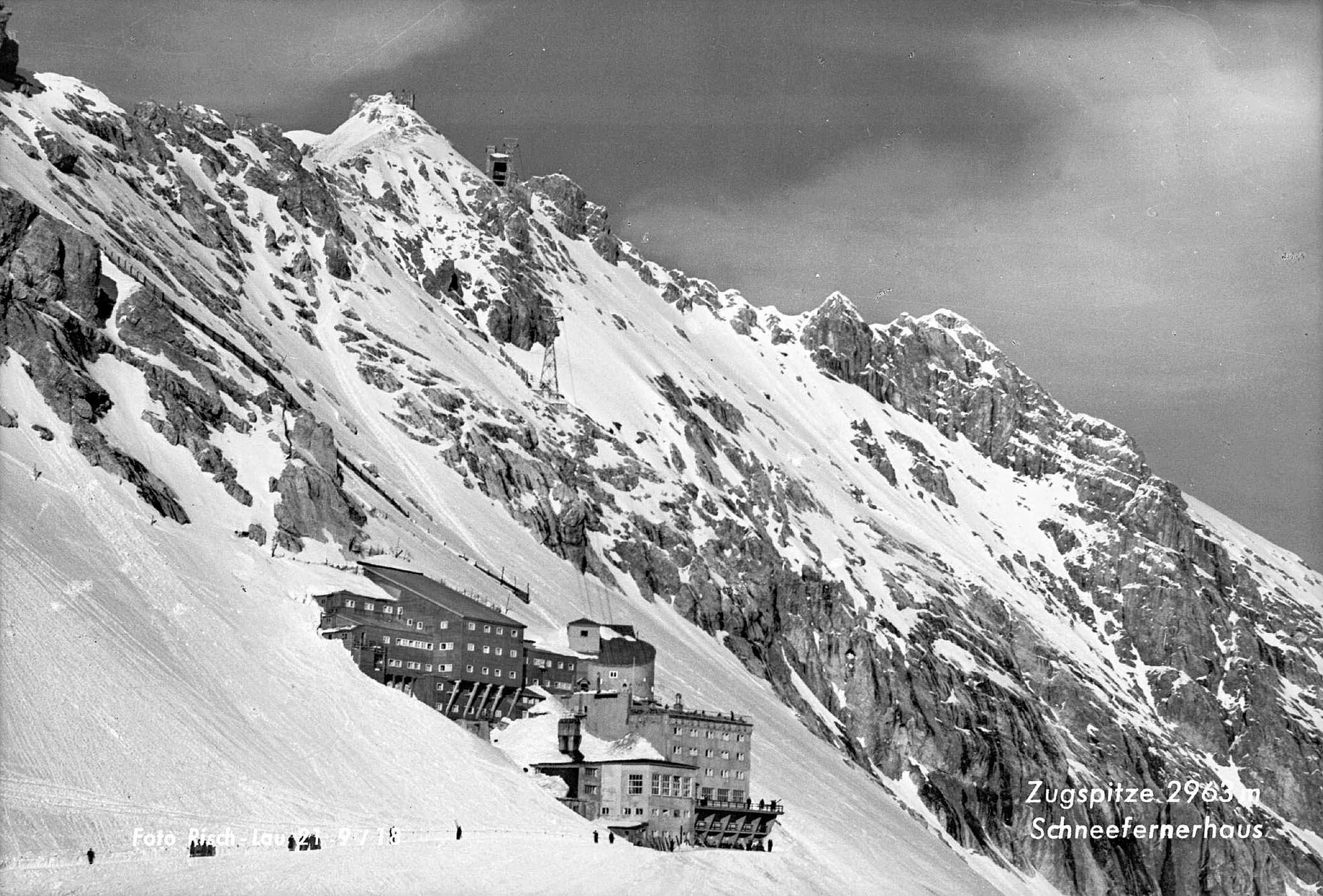
Schneefernerhaus mit der Seilbahn zum Zugspitzgipfel vor 1964

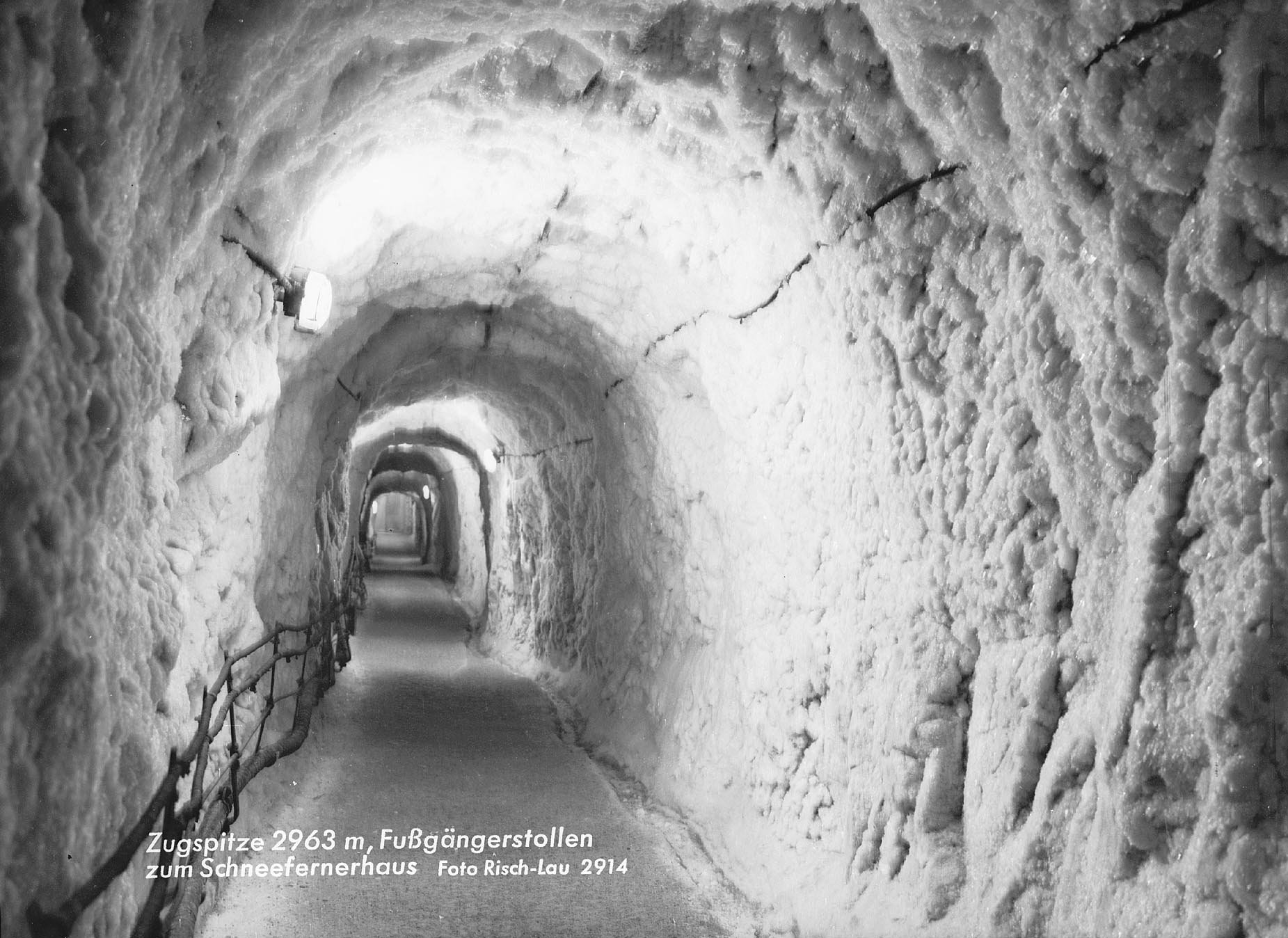
Fußgänger-Stollen zum Schneefernerhaus 1956

Der Schlussabschnitt der Bayerischen Zugspitzbahn vom Schneefernerhaus zum Gipfel sollte nach Konzessionsplanung als im Tunnel verlaufende Standseilbahn ausgeführt werden. Die Bauleitung hatte sich aus mehreren Gründen noch während der Arbeiten für eine Luftseilbahn entschieden. Die Untersuchungen des Gipfelgesteins durch Geologen widersprachen der Sprengung eines Tunnels bis unter den Gipfel. Außerdem hätte das auf dem Gipfel errichtete Münchner Haus und der Gipfel selbst durch die Sprengungen gefährdet werden können. Diese Bedenken bestätigten sich bei den äußeren Sprengungen am Gipfel für den Bauplatz der Bergstation. Ideelle Gründe für die Seilbahn bestanden darin, dass die Reisenden nach der halbstündigen Auffahrt zum Gipfel durch den Tunnel die „herrliche und sich ständig erweiternde Aussicht“ ungehindert genießen möchten. Nach gründlicher Untersuchung für eine ideale Trassenführung wurde die günstigste Lösung in der verwendeten Trasse gefunden. Die Gesamtlänge betrug waagerecht 680 m, schräg gemessen 732 m, und der Höhenunterschied zwischen den beiden Stationen betrug 279 m. Die Platzfrage für die Gipfelstation war sehr schwierig zu lösen. Der Entscheidung sind zähe Verhandlungen mit der Aufsichtsbehörde, dem Landesausschuss für Natur und dem Alpenverein vorausgegangen. Schlussendlich wurde ein Felskopf auf 2945 m heruntergesprengt. Der Felskopf wurde durch den Turm der Gipfelstation ersetzt, um das Landschaftsbild nicht zu beeinträchtigen. Beim Bau der Gletscherbahn wurde dieser Aspekt nicht mehr berücksichtigt.
Die Fahrbahn wurde durch zwei Tragseile vollverschlossener Bauart gebildet. Die beiden Tragseile hatten bei 43 mm Durchmesser einen Querschnitt von 1184 mm² und eine Bruchlast von 173,8 t. Sie waren in der Talstation an einbetonierten Seilpollern in senkrechter Lage direkt hinter dem Antrieb befestigt. In der Bergstation wurden sie von je einem 48-t-Gewicht gespannt. Die Stützenköpfe der beiden Stützen hatten gegenüber anderen Anlagen eine Besonderheit in ihrer Konstruktion. Die Auflagerschuhe (Sattel genannt) waren um ihre waagerechte Mittelachse schwenkbar, sodass sie sich den beim Befahren des Festpunktes auftretenden senkrechten Ablenkungen anpassen konnten. Dadurch sollte ein sanfteres Überfahren der Stützen und eine Schonung der Tragseile bewirkt werden. Die beiden Gondeln befanden sich mit einem Gehänge an einem achträdrigen Laufwerk mit Fangbremse. Die zuerst verwendeten Kabinen bestanden aus Leichtmetall über einem Stahlgerippe. Dieser pavillon-artige Kabinentyp mit zwölfeckigem Grundriss der Adolf Bleichert & Co. war ähnlich dem, der bei der Predigtstuhlbahn im Einsatz steht. Die Kabinen fassten 26 Personen einschließlich Wagenbegleiter. Durch Rundumverglasung und das geringe Fassungsvermögen konnte jeder Fahrgast nach draußen blicken. Anfang Februar 1980 wurde die Gipfelbahn renoviert. Im Zuge dieser Arbeiten erhielt die Bahn neue Leichtmetallkabinen und eine neue Sicherheitsanlage.
Die durch die Einstellung des Personenverkehres der Zahnradbahn zum Bahnhof Schneefernerhaus obsolet gewordene Gipfelbahn wurde 1991/1992 durch die Gletscherbahn ersetzt, diese verkehrt seit dem 8. Juli 1992 direkt zwischen Gipfel und neuem Gletscherbahnhof am Platt.

#### Verbindungsbahnen vom Schneefernerhaus zum Platt
1949 wurde die erste Hangbahn („Alte Hangbahn“) von Heckel gebaut. Sie war als kleine Vier-Personen-Pendelbahn ausgeführt. 1966 wurde eine weitere Verbindungsbahn durch die PHB als Zwölf-Personen-Pendelbahn errichtet. Sie startete direkt neben der Bahnhofshalle des Schneefernerhauses und ging bis zum jetzigen Platz des Sonn-Alpin. Anfang April 1966 ging diese in Betrieb und fuhr am 18. Oktober 1992 zum letzten Mal. Der Wagenkasten Nr. 1 einschließlich Gehänge und Laufwerk soll das Betriebsende 1992 „überlebt“ haben und anlässlich der Ski-WM 2011 zu Werbezwecken umgespritzt der Gemeinde Garmisch-Partenkirchen übertragen worden sein.
1977 wurde die alte Hangbahn durch eine einspurige Windenbahn mit 45-Personen-Kabine als „Neue Hangbahn“ ersetzt. Die Anlage wurde durch die Firma Küpfer errichtet. Seit Januar 2010 war sie nicht mehr in Betrieb und wurde schließlich im Winter 2010/2011 abgebaut und durch die 2009 eröffnete „Forschungsseilbahn“ ersetzt.

#### Tiroler Seilbahn und Fußgänger-Stollen

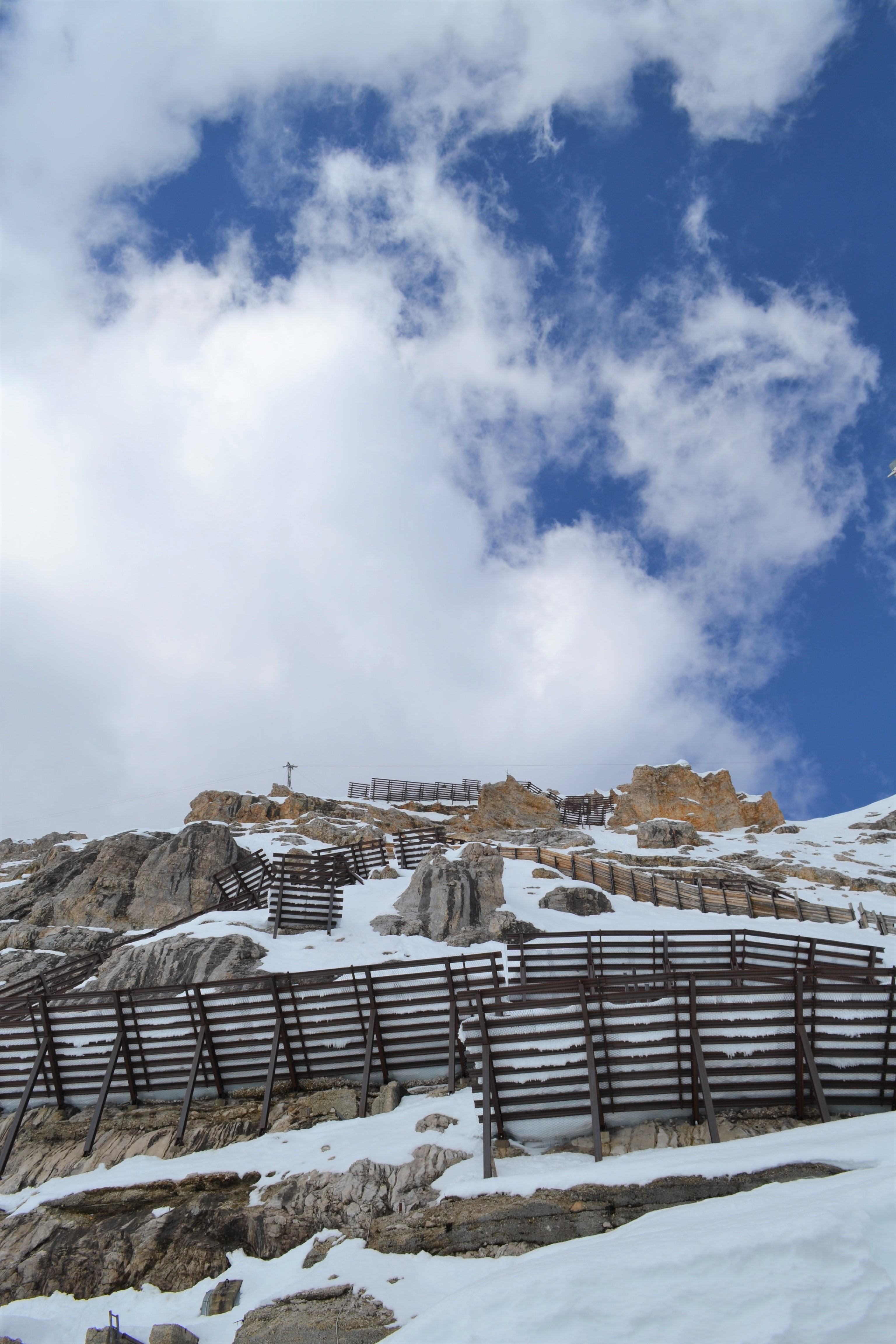
Lawinenverbauung oberhalb des Schneefernerhauses

Die Tiroler Zugspitzbahn konnte vom Schneefernerhaus früher leicht erreicht werden, denn ab 1937 gab es einen 800 Meter langen Tunnel. Der Tunnel führte quer durch den Zugspitz-Südwestgrat vom Schneefernerhaus zur 150 Meter höher gelegenen „Station Hotel Zugspitzkamm“ der Tiroler Zugspitzbahn (2805 m). In dem unverkleideten, beleuchteten Stollen mit einigen „Fenstern“ zum Zugspitzplatt wurde nach ungefähr der Hälfte des Weges die Grenze zwischen Deutschland und Österreich erreicht, gekennzeichnet durch eine Tür und die beiden Hoheitsschilder. Nachdem 1991 auf Tiroler Seite die neue direkt von Ehrwald-Obermoos zum Zugspitz-Westgipfel fahrende Zugspitzbahn eröffnet worden war, verlor das Gebäude am Zugspitzkamm seine Bedeutung. Es war nicht mehr zugänglich, die touristische Nutzung des Fußgänger-Stollens endete. Heute dient er der Permafrost-Forschung durch den Lehrstuhl für Ingenieurgeologie der Technischen Universität München.

### Lawinenunglücke, Brände, amerikanische Besatzung
Am 20. April 1945 wurde ein Treffen ranghoher NSDAP-Mitglieder im Schneefernerhaus zum Ziel eines alliierten Luftangriffs, der jedoch sein Ziel verfehlte.
Das Schneefernerhaus wurde nach dem Zweiten Weltkrieg bis 1952 als Erholungszentrum durch die US-Armee beschlagnahmt. Nach der Freigabe wurde das Hotel umfangreich renoviert und am 13. Dezember 1952 wiedereröffnet.
Am 15. Mai 1965 gegen 13 Uhr ereignete sich ein schweres Lawinenunglück. Oberhalb des Schneefernerhauses löste sich eine Großlawine, deren Ausbruch sich von Stütze 1 der Gipfelbahn in einem Bogen bis zum Grenzhäuschen und einer Länge von 300 bis 400 Metern erstreckte. Ein Teil der Schneemassen überrollte das Hotel regelrecht. Neun Personen wurden von den Terrassen bis zum Platt geschleudert. Sieben von ihnen starben, eine weitere wurde von einem umgestürzten Kamin erschlagen. In der Hangbahn wurden zwei weitere Tote gefunden. Insgesamt gab es 10 verstorbene Personen, 21 Schwerverletzte und etwa 80 Mittel- und Leichtverletzte. In den Folgetagen wurden weitere Schneemassen durch Lawinenauslösung mit Sprenggranaten mittels scharfer Schüsse einer 105-mm-Gebirgshaubitze Modell 56 der Bundeswehr beseitigt, die man hierfür zerlegt und per Hubschrauber auf den Berg transportiert hatte. Anfangs sollten hierfür Panzerabwehrraketen eingesetzt werden, von deren Wirksamkeit man jedoch nicht überzeugt war. Das Unglück gab den Impuls zur Gründung des Lawinenwarndienstes Bayern.
Am 21. Oktober 1994 wurde die Freiwillige Feuerwehr Grainau um 0:26 Uhr zu einem Einsatz im Schneefernerhaus gerufen. Bei dem Umbau zur Forschungsstation war durch Schweißarbeiten Material in Brand geraten. Der fünfte Stock und der Dachstuhl brannten völlig aus. Die Löscharbeiten waren äußerst schwierig. Die Einsatzkräfte von Bergwacht und Feuerwehr mussten mit der Bahn an den Einsatzort gebracht werden, und jede Fahrt dauerte eine gute halbe Stunde. Löschversuche mit einem Helikopter mussten wegen der starken Rauchentwicklung aufgegeben werden. Erst gegen 13:00 Uhr war der Brand gelöscht.

## Weblinks

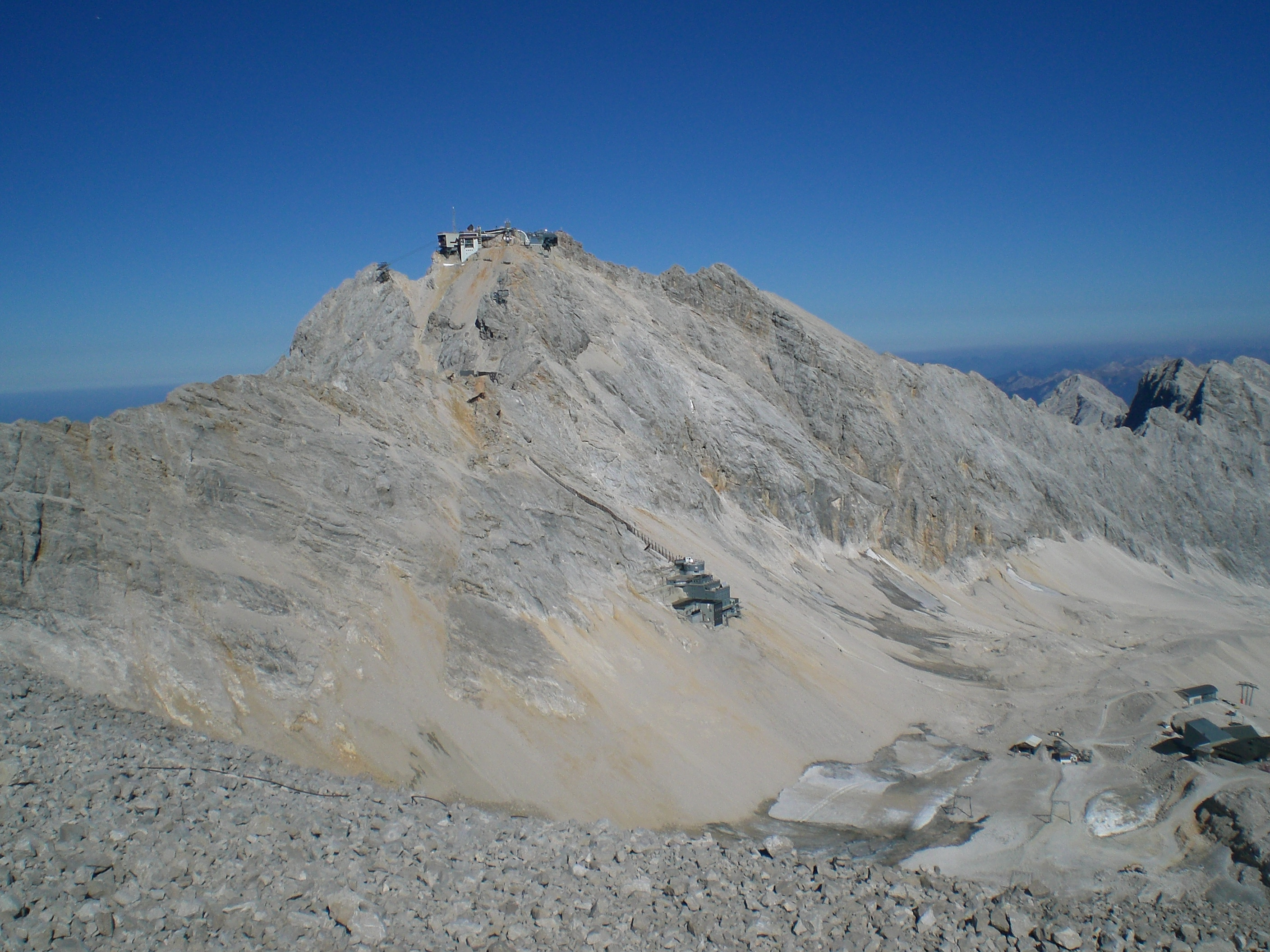
Schneefernerhaus am Hang, unten Zugspitzplatt mit SonnAlpin

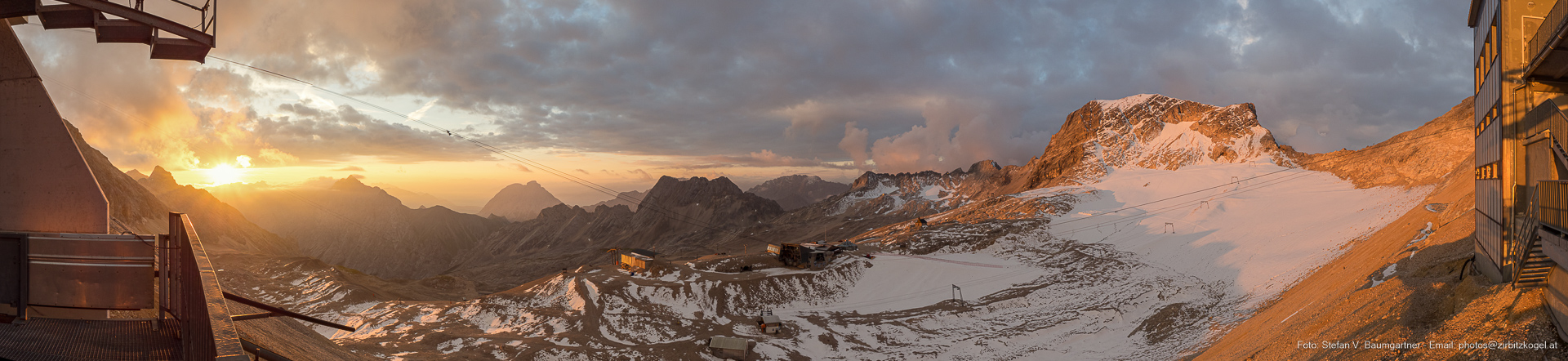
Sonnenaufgang, beobachtet von der Terrasse des Schneefernerhauses